# ソニー・ミュージックパブリッシング (日本)
株式会社ソニー・ミュージックパブリッシングは、日本の音楽出版社。

## 会社概要
1997年8月設立。株式会社ソニー・ミュージックエンタテインメントの子会社であり、ソニーミュージックグループの各レーベルやプロダクションに所属するアーティストの楽曲のみならず、国内外のレコード会社、インディーズのアーティストの楽曲の著作権を保有・管理している。管理楽曲数は外国曲100万曲以上、内国曲は約5万曲（うち代行管理曲数3万3000曲）

## 事業内容
- 内国曲（国内の楽曲）の著作権を管理する。
- ワールドワイドの組織である米Sony Music Publishing（旧称：Sony/ATV Music Publishing、以下：米社）のサブ・パブリッシャーとして、また米社以外にも独自に多数の海外の音楽出版社と契約し、日本国内における外国曲の著作権を管理・運用する。
- 他社管理楽曲の日本国内における管理業務代行を行う。
- 内国曲について、米社などソニーグループのワールドワイド組織と協力し、海外での管理・運用を行う。
- 新人作詞家・作曲家・アーティストの発掘・開発、および専属作家等のサポートを行う。
- ゲーム、映画、アニメなどの音楽制作・プロデュースと楽曲管理、また、その他のメディア・ソフトに関する音楽制作・プロデュース・楽曲管理を行う。

## 所属アーティスト
- 岸田教団&THE明星ロケッツ
- SANDAL TELEPHONE
- Seiho
- marina
- YAMATO
- RAMMELLS
- 分島花音

## 所属作家
- 内田智之
- URU
- 大江千里
- 大塚剛毅
- 小倉しんこう
- カワムラユキ
- 草野華余子
- 古賀繁一
- 佐々木恵梨
- 渋谷直弘
- Seiho
- 瀬名俊介
- TAKUYA
- 田中明仁
- 千葉"naotyu-"直樹
- T.KURA
- TomU87
- Tomoko Ida
- Tomo.
- 豊田健甫
- NICE73
- 中里亮介
- 福田貴史
- 古川貴浩
- Mayu Wakisaka
- marina
- 丸谷マナブ
- michico
- 村井邦彦
- 村山晋一郎
- 本山清治
- 森たまき
- 山田恭央
- 山本加津彦
- Ucca-Laugh
- 横健介
- Rie fu
- 若田部誠
- 渡部陽介